# Trần Trịnh
Trần Trịnh (1937–2012) tên thật là Trần Văn Lượng là một nhạc sĩ người Việt nổi tiếng và có sức ảnh hưởng lớn tại miền Nam trước 1975 và ở hải ngoại về sau. Tuy ông có số lượng sáng tác khiêm tốn (do phải chia sẻ thời gian với việc nghiên cứu nhạc Jazz) nhưng các bản nhạc của ông đa số đều thành công và tạo được ảnh hưởng lớn trong lòng người nghe. Bên cạnh các sáng tác của riêng mình, ông thường xuyên hợp tác với nhạc sĩ Nhật Ngân với nghệ danh là Trịnh Lâm Ngân.

## Tiểu sử[1]
Nhạc sĩ Trần Trịnh tên thật là Trần Văn Lượng sinh ra tại Thái Lan nhưng lớn lên ở Hà Nội. Ông theo gia đình vào Sài Gòn năm lên 9 tuổi, theo học Trường Trung học La San Taberd. Thuở nhỏ ông rất ngưỡng mộ thầy dạy nhạc Rémi Trịnh Văn Phước nên ghép họ của mình với họ của thầy để tạo thành nghệ danh Trần Trịnh. 
Ý tưởng sáng tác đầu tiên của ông (xuất hiện năm 14 tuổi nhưng chỉ viết nhạc và 3 năm sau mới hoàn tất phần lời) là bài "Cung đàn muôn điệu" được nhiều ca sĩ hát, và nhà xuất bản An Phú phát hành. Sau đó, bài "Cung đàn muôn điệu" còn được sử dụng làm nhạc chuyển mục trong một chương trình tân nhạc cùng với một sáng tác nữa của Trần Trịnh, là bài "Chuyến xe về Nam". 
Năm 1958, sau khi giã từ quân ngũ, nhạc sĩ Trần Trịnh trở lại, theo học hoàn toàn về nhạc với thầy Rémi. Buổi tối, ông đi biểu diễn dương cầm tại các phòng trà và vũ trường. Ông cũng tình nguyện tham gia ban Văn Nghệ của Trung tâm Huấn luyện Quang Trung để có dịp ủy lạo binh sĩ. Tại đây, Trần Trịnh gặp nhạc sĩ Nhật Ngân tại ban Văn nghệ của Trung tâm Huấn luyện Quang Trung. Từ đó hai nhạc sĩ này - dưới cái tên ghép lại là Trịnh Lâm Ngân - đã sáng tác nhiều bài hát mang âm hưởng quê hương và đã có nhiều bài trở nên nổi tiếng. Cũng trong năm này, Trần Trịnh trở thành nhạc trưởng ban đại hòa tấu và hợp xướng Đống Đa trên đài truyền hình THVN. 
Năm 1968, Trần Trịnh được gặp nhà thơ Hà Huyền Chi. Hà Huyền Chi đã nhận viết lời cho một nhạc phẩm của Trần Trịnh: "Lệ đá". Bài hát tức khắc được mọi người yêu thích, và có số bản nhạc in phá kỷ lục. Đến năm 1971 thì đạo diễn Võ Doãn Châu lấy tên "Lệ đá" đặt cho cuốn phim ông thực hiện, trong đó nhạc nền là bài "Lệ đá" do Khánh Ly hát. 
Người vợ đầu của ông là ca sĩ Mai Lệ Huyền. 
Năm 1994, ông bị thương nặng ở đầu gối, do tai nạn xe cộ ở Sài Gòn. 
Tháng 10 năm 1995, với sự bảo lãnh của người chị, ông cùng với người vợ sau và 2 con qua Hoa Kỳ. Đầu năm 1996, Trần Trịnh dời xuống Quận Cam, California để có nhiều cơ hội cho hoạt động âm nhạc trong cộng đồng người Mỹ gốc Việt. Ông được trung tâm Thúy Nga thực hiện chương trình Paris By Night 66 - Người Tình Và Quê Hương giới thiệu các tác phẩm nổi tiếng của ông, cùng với hai nhạc sĩ Nhật Ngân và Ngô Thụy Miên. 
Về sau, Trần Trịnh chỉ tham gia "The Stars band" là ban nhạc do Bác sĩ Phạm Gia Cổn thành lập và làm trưởng ban, trình diễn trong những sinh hoạt có tính cách cộng đồng.
Trần Trịnh qua đời tại California.

## Tác phẩm
- Chiếc lá cuối cùng[4]
- Chợ đêm miền Tây
- Chuyến xe về Nam
- Chuyện hai con sâu và chiếc lá chết
- Cơn giông
- Cung đàn muôn điệu
- Đêm tuyệt vời
- Đêm vàng
- Đỉnh cao gió hú
- Độc huyền
- Đường mây
- For Little Band (nhạc hòa tấu)
- Gãy cành thiên hương
- Hai sắc hoa Tigôn
- Hạnh phúc nơi nào
- Hoa nắng
- Khuôn mặt thứ hai của tình yêu (với Mộng Dzu)
- Lá thư kỷ niệm (với Thanh Vũ)
- Lệ đá (1968)
- Lửa gần rơm
- Một đóa bâng khuâng màu e ấp
- Nhớ về một mùa xuân
- Rêu mờ dấu xưa (viết chung với Đinh Diễm Vị)
- The Duo (nhạc hòa tấu)
- Tiếng đàn
- Tiếng hát nửa vời
- Trái sầu đầy